# オクダサトシ
オクダ サトシ（おくだ さとし、1965年12月5日 - ）は、日本のダンサー・役者・映像作家。ダンスカンパニー「コンドルズ」メンバー。

## 略歴
岐阜県益田郡小坂町（現・下呂市）生まれ、岐阜県立加納高校、東京藝術大学大学院修了。
在学中よりアートレスラーを名乗り、パフォーマンスを始め、美術家小沢剛、会田誠、村上隆らと、ギンブラート、新宿少年アートに参加。1994年にダンスカンパニーNomade~sの「ABSENT」で初舞台。Nomade~s作品で共演した、近藤良平に誘われ、1999年ダンスカンパニー「コンドルズ」に参加、舞台美術、小道具制作、グッズデザイン、映像も担当。
また写真家藤里一郎、デザイナー中田亘哉とアートユニットATG unlimitedを結成。猫のホテル、劇団☆新感線などのアートディレクションを手がける。

## 活動

### 出演
舞台
- 「コンドルズ」（1999年〜
- 「ABSENT」(Nomade~s)
- 「美徳の不幸・悪徳の栄え」ロマンチカ
- 「パイパー」（野田地図）

映画
- 「極道めし」(2011年)
- 「家族はつらいよ2」（2017年）

楽曲PV
- 「転ばぬ先の杖」（真心ブラザーズ）
- 「孤高のヒーロー」（フラワーカンパニーズ）
- 「笑顔にカンパイ!」（郷ひろみ）

TV
- 「サラリーマンNEO Season1」NHK
- 「トップランナー」NHK
- 「誰でもピカソ」テレビ東京
- 「みんなDEどーもくん!」NHK
- 「紅白歌合戦」NHK
- 「FNS歌謡祭」フジテレビ

CM
- 「ペットライン」

### 映像監督
- 「ネオコラ！」フジテレビ
- 「ダンスでわかるXXX」NHK
- 「ボレリッシュ」平原慎太郎ソロ公演

### アートディレクション
- 「Cat in the Red Boots」劇団☆新感線
- 「美少年オンザラン」表現・さわやか
- 「Cat in the Red Boots（DVD）」劇団☆新感線、ジャニーズ事務所

### 展覧会
- 「相談芸術大学」水戸芸術館
- 「IZUMIWAKU project」
- 「メガロマニア」タカシマヤタイムズスクエア
- 「恋よりどきどき」東京都写真美術館